# Patrick Lo Giudice
Patrick Lo Giudice (* 20. August 1959 in Zürich) ist ein italienischstämmiger Schweizer Künstler mit den Schwerpunkten Malerei, Collage, Fotografie und Enkaustik. Erstmals einer breiteren Öffentlichkeit bekannt wurde er durch den – wegen des Motivs umstrittenen – Zyklus „Der Lo Giudice Code“, Wachsbilder aufgrund Fotografien berühmter Mafiamorde.

## Leben
Lo Giudice lebte drei Jahre in Graniti, Sizilien (Taormina). Bei Aufenthalten in Italien kam es zu jenem traumatischen Erlebnis, das Lo Giudice später in seinen Mafia-Bildern verarbeiten sollte: Während sein Vater ein Gespräch mit einem Holzhändler führte, ging der auf ihn wartende Junge eine Reihe geparkter Autos entlang, und las zum Zeitvertrieb auf deren Tachometern die angegebenen Höchstgeschwindigkeiten ab. Auf einmal gelangte das Kind bei einem Wagen an, dessen Tacho nicht ablesbar war. Auf den zweiten Blick merkte Lo Giudice, dass die Zahlen von einer Leiche, einem Mordopfer der Mafia, verdeckt wurden. Man entfernte sich, ohne die Polizei zu verständigen, und über das Erlebte durfte angeblich nicht einmal im engen Familienkreis gesprochen werden, da die Mafia in der Region sehr viel Einfluss hatte. Trotzdem hatte sich der Vater Lo Giudices, da überzeugter Anhänger kommunistischer/sozialistischer Ideen, stets geweigert, das Schutzgeld für seinen holzverarbeitenden Betrieb zu bezahlen. Als man eine Brandbombe fand, die gegen die Schreinerei (in der viele Liter brennbare Lacke gelagert waren) gerichtet war, aber nicht zündete, beschloss man, in der Schweiz ansässig zu werden. (Zur ersten künstlerischen Arbeit kam es aber noch in Italien: 1973 entstand ein Fresko im Kloster Orfanotrofio Antoniano.)
In der Schweiz folgte eine Ausbildung zum Zahntechniker in
Winterthur. 1977 entstanden erste Ölbilder, 1983 kam es zur ersten kreativen Begegnung mit Glas, Lo Giudice lernte Bleiverglasen bei John Forbes (USA). Von 1985 bis 1988 folgten diverse Aufenthalte bei Glasbläsern und Künstlern in Murano, Venedig. 1993 erste Versuche mit Polycarbonat als Werkstoff, 1996 mit Wachs (enkaustisch). In den Jahren 2002/2003 stellte Lo Giudice im Kunsthaus Glarus aus, im Zuge der Ausstellung „Künstler aus dem Linthgebiet“, im „Museum Amden“ (Kanton St. Gallen), sowie in der „Galerie Marie-Louise Wirth“, Hochfelden, in der auch schon die Bilder des Freiämter Schriftstellers Silvio Blatter zu sehen waren. 2004 waren Lo Giudices "Encaustik paintings" in der Galerie Andy Jllien, Zürich. 2005 nahm er am Projekt „Kunst liest“ in Herrliberg-Feldmeilen teil. 2006 stellte er wieder bei Andy Jllien aus, diesmal die Serie „Mafia“ (Cosa Nostra). Ausserdem war er auch bei „art felchlin – zeitgenössische Kunst“.
Vor allem durch die kontroversen Mafia-Bilder erlangte Lo Giudice über Fernsehen (u. a. Auftritt in Kurt Aeschbachers Talksendung im SF 1) und Presse ein breiteres Publikum.